# Каменное (Завьяловский район)
Ка́менное (удм. Изгурт) — деревня в Завьяловском районе Удмуртии, административный центр Каменского сельского поселения. Расположена на реке Старая Кенка в 14 км к югу от центра Ижевска. Через деревню проходит автодорога Р322 Ижевск — Сарапул — Уфа, а рядом с деревней — объездная дорога Ижевска.

## История

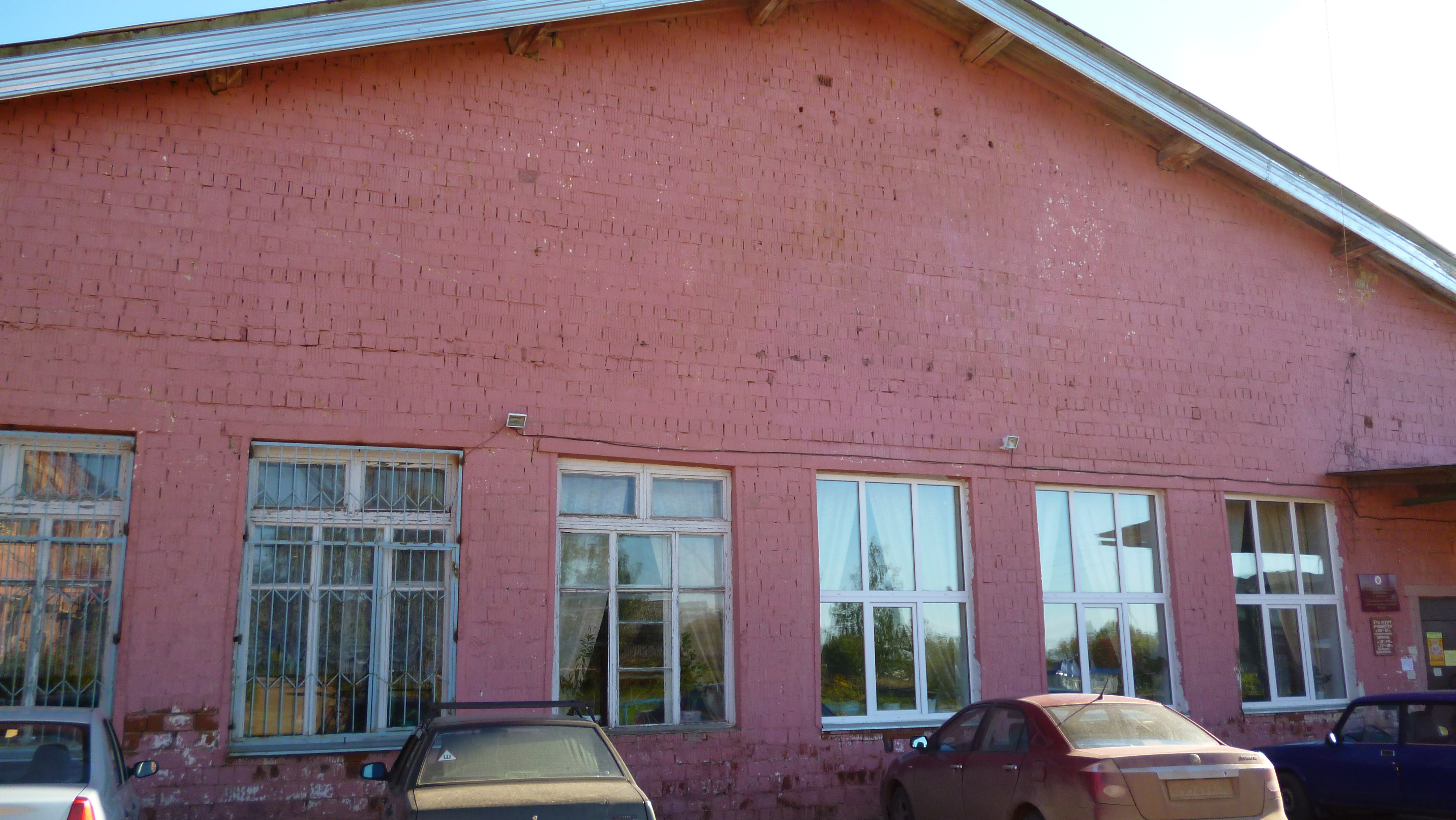
Культурный комплекс «Каменский»

Починок Новозавьяловский расположен при Каменном ключе (по удмуртски — Изошурке), в 45 верстах от уездного города и в 3 верстах от местных центров. Жители — русские, б. государственные крестьяне, православные, переселившиеся 5 лет тому назад из Ижевского завода. Земля разделена по наличным душам мужского пола.
До революции Каменное входило в состав Сарапульского уезда Вятской губернии. По данным десятой ревизии в 1859 году в 26 дворах казённой деревни Каменная при ключе Каменном проживало 180 человек, работало 3 мельницы.
С 1929 года деревня входила в Старо-Кенский сельсовет сельсовет Удмуртской АО, а потом — Удмуртской АССР. Указом Президиума Верховного Совета УАССР от 23 октября 1970 года Старокенский сельский Совет переименован в Каменский сельсовет с перенесением центра из деревни Старые Кены в деревню Каменное, который в 1994 преобразуется в Каменскую сельскую администрацию, а в 2005 в Муниципальное образование «Каменское» (сельское поселение).

## Культура
В деревне функционирует Культурный комплекс «Каменский» на базе которого в мае 1986 года зародился фольклорно-этнографический ансамбль «Марӟан гуръёс» («Жемчужные напевы»). Он неоднократно становился участником и лауреатом различных республиканских, региональных, всероссийских и международных конкурсов и фестивалей. К наивысшим достижениям коллектива можно отнести участие в Днях родственных народов в Эстонии в 1996 году и на проходившем там же в 1997 году VI Международном фольклорном фестивале финно-угорских народов, где «Марӟан гуръёс» представлял удмуртов. Художественный руководитель — Александр Егорович Четкарев, он же является художником и автором костюмов исполнителей. Ансамбль и поныне остается самодеятельным, и потому удмуртские песни в его исполнении сохраняют своё первозданное звучание.
Есть церковь, Святой источник с купелью.
С 18 января 2012 г. Культурный Комплекс «Каменский» приобрёл статус Центра удмуртской культуры Завьяловского района УР.
В деревне родился народный артист России, руководитель Государственного академического ансамбля песни и танца Удмуртской Республики «Италмас» Анатолий Мамонтов.

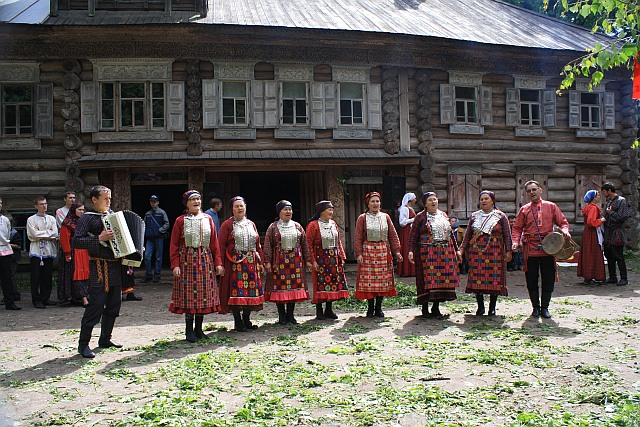
«Марӟан гуръёс» на Троице

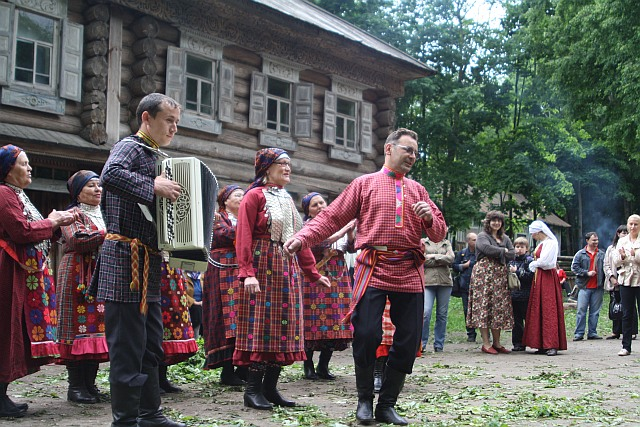
Марӟан гуръёс

## Экономика и социальная сфера
Главным предприятием деревни являлся СПК «Родина», преобразованное из одноимённого совхоза. В данное время заканчивается процедура банкротства.
В Каменном работают МОУ «Каменская средняя общеобразовательная школа», два детских сада, МБУ «Культурный комплекс „Каменский“», фельдшерско-акушерский пункт, библиотека, супермаркет сети «Пятёрочка», салоны красоты, продовольственные магазины, строительные магазины и экорынок, который открылся в 2024 году. 
Есть открытый стадион, хоккейная площадка, освещенная лыжная трасса.
Несколько прудов являются излюбленным местом отдыха, купания и рыбной ловли не только для жителей деревни, но и для жителей Ижевска.  
Центральные улицы асфальтированны благодаря Нацпроекту "Безопасные дороги" .  
Благодаря активному жилищному строительству, численность населения деревни стремительно растет. В результате социальная сфера также активно развивается.   
Перспективными направлениями развития экономики являются организация общественного питания, гостиничный и ресторанный бизнес, сфера оказания образовательных и медицинских услуг, услуги автосервисов, прокат спортивного инвентаря, производство сельскозяйственной продукции, организация фермерского рынка. 

## Улицы
1-я Весенняя, 2-я Весенняя, 3-я Весенняя, 4-я Весенняя, 1-й Восточный проезд, 2-й Восточный проезд, 3-й Восточный проезд, Цветочная, Зои Федоровой, Полевая, Школьная, Молодежная, Северная, Центральная, Трактовая, Новая, Южная.
Активно застраиваются новые улицы и микрорайоны: 
коттеджный поселок "Еловый" - в центре Каменного. Улицы Хвойная, Пихтовая, Голубая, Кедровая, Рыжиков, Ореховая, Беличья, зеленая, Шишечная, Русской Птички.
Клубный поселок "Самоцветы" - улицы Изумрудная, Янтарная, Хрустальная, Агатовая, Алмазная, Рубиновая, Бирюзовая, Жемчужная, Самоцветная, Малахитовая, Гранатовая)
"Зеленый Яр" - улицы Янтарная, Родниковая.
"Зеленодолье" - улицы Златая, Сказочная, Чудесный проезд, Песенная. 

## Транспорт
Деревню связывают с Ижевском автобусные маршруты № 305, 314, 317, 318, 443.
В деревне есть автобусные остановки междугородного автотранспорта, который курсирует довольно часто.